# Thomas Pelham (1er comte de Chichester)
Pour les articles homonymes, voir Thomas Pelham et Pelham.
Thomas Pelham, 1er comte de Chichester (28 février 1728 - 8 janvier 1805) est un homme politique et pair héréditaire britannique.

## Biographie

### Jeunesse
Il est le fils de Thomas Pelham et d'Annetta Bridges, fille du riche marchand George Bridges de Pera, Constantinople.
Il est l'arrière petit-fils de Sir John Pelham et le cousin de Thomas Pelham-Holles et Henry Pelham.
Il fait ses études à la Westminster School en 1740 et au Clare College de Cambridge en 1745. Il entreprend ensuite un Grand Tour à travers la France, la Suisse, l’Italie et l’Allemagne entre 1746 et 1750.

### Vie adulte

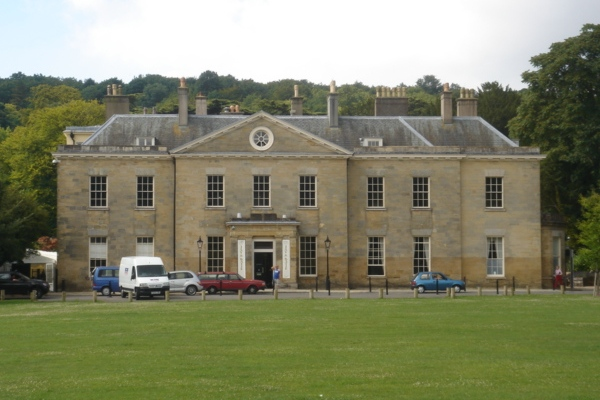
Stanmer House

Il succède à son père en 1737 et hérite du domaine de Stanmer House, près de Lewes, dans le Sussex.
Lord Chichester épouse Anne Frankland. Ils ont trois fils et trois filles. Ses trois filles et un fils l'ont précédé dans la tombe. Son troisième fils, le très révérend George Pelham devient Évêque de Bristol, Exeter et Lincoln. Lord Chichester décède en janvier 1805, à l'âge de 76 ans. Son fils aîné, Thomas Pelham, 2e comte de Chichester, un homme politique de premier plan, lui succède dans ses titres. Lady Chichester est décédée en 1813.

#### Carrière politique
Il est élu à la Chambre des communes pour Rye en 1749, poste qu'il occupe jusqu'en 1754, puis représente le Sussex jusqu'en 1768. Il exerce les fonctions de commissaire au commerce et aux plantations de 1754 à 1761, de Lord de l’Amirauté de 1761 à 1762 et de contrôleur de la maison de 1765 à 1774, puis est admis au Conseil privé en 1765.
En 1768, il succède à son cousin le duc de Newcastle en tant que second baron Pelham de Stanmer, selon un extrait spécial des Lettres patentes. Il hérite aussi du titre de baronnet de Pelham créé en 1611. Il est également arpenteur général des douanes de Londres de 1773 à 1805 et dernier gardien de la grande garde-robe de 1775 à 1782. Le 23 juin 1801, il est créé comte de Chichester.
En 1776, il achète le manoir de Falmer à son cousin, Sir John Shelley.

## Famille
Il épouse, le 27 août 1804, Louise Anne Frankland (1735-1813), fille de Frederick Meinhardt Frankland et de Elizabeth Bawdowin. Ils ont six enfants :
- Henrietta Anne Pelham (9 septembre 1757 - 6 décembre 1797) épouse George Evelyn-Leslie, 13e comte de Rothes (28 mars 1768 - 11 février 1817), dont descendance ;
- Frances Pelham (4 décembre 1760 - 28 février 1783) épouse George Brodrick, 4e vicomte Midleton (1er novembre 1754 - 12 août 1836), dont descendance ;
- Thomas Pelham, 2e comte de Chichester (28 avril 1756 - 4 juillet 1826) épouse Lady Mary Henrietta Juliana Osborne (7 septembre 1776 - 21 octobre 1862), dont descendance ;
- Henry Pelham (10 juillet - 16 janvier 1797) épouse Catherine Cobbe (1761 - 1839), dont descendance ;
- George Pelham (13 octobre 1766 - 1er février 1827) épouse Mary Rycroft, sans descendance ;
- Lucy Pelham (1779 - 18 janvier 1797) épouse John Holroyd, 1er comte de Sheffield (21 décembre 1735 - 30 mai 1821), sans descendance.